# Karl Ulrich Wolf
Karl Ulrich Wolf (* 1921 in Weggis; † 12. Juni 1957 ebenda) war ein Schweizer Komponist und Pianist.

## Leben
Karl Ulrich Wolf unterrichtete von 1948 bis 1954 am Luzerner Konservatorium und an der Staatlichen Hochschule für Musik Stuttgart. Danach wirkte er als Lehrer an der Königlichen Musikakademie Stockholm. Zuletzt war er designierter Direktor der Einrichtung. Er trat als Kammermusiker und Liedbegleiter international in Erscheinung, z. B. 1947 in der ehemaligen Sowjetischen Besatzungszone (SBZ). Seine Kompositionen wurden im Rundfunk übertragen. Sein Neffe ist der Jazz-Pianist und Komponist John Wolf Brennan (* 1954).

## Tonaufnahme
- Überspielung hist. Aufnahmen aus den 1950er Jahren, u. a. Wolfs Kompositionen „Sonatine für Klarinette und Klavier“ (1954) und „Sonate für Horn und Klavier“ (1952), Beteiligte: Karl Ulrich Wolf (Klavier), Giuseppe Mercenati (Klarinette), Franziska Petri (Sopran), Barry McDaniel (Bariton), Franz Zubal (Klavier), Gerhard Görmer (Horn), John Wolf Brennan (Produktion).